# Casinaria canadensis
Casinaria canadensis är en stekelart som beskrevs av Walley 1947. Casinaria canadensis ingår i släktet Casinaria och familjen brokparasitsteklar. Inga underarter finns listade.